# Yénier Márquez
Yénier Márquez   (Corralillo, 3 de gener de 1979) fou un futbolista cubà de la dècada de 2000.
Fou 126 cops internacional amb la selecció de Cuba.
Pel que fa a clubs, destacà a FC Villa Clara.